# Rio Tagus (navire, 1979)
Le Rio Tagus est un cargo polyvalent, construit en 1979. À cause de son état impropre à la navigation il est retenu du 29 octobre 2010 au 26 juin 2022 dans le port de Sète,,.

## Histoire
Le Rio Tagus est un vraquier construit à la fin des années 1970  dans les chantiers navals Argo Shipbuilding & Repair Co. de Salamis, en Grèce. Il porte d’abord le nom d’Argo Challenge, puis de Ruca Challenge jusqu’en 1988. À partir de là, il est régulièrement renommé : Arago en 1988, Wonder One l’année suivante, Genca Sesto en 1990, Tiffany en 1994, Lady Aurora en 1999, Falcon, Lady Aurora puis de nouveau Falcon en 2002, Nadezhda en 2004 avant de prendre le nom de Rio Tagus à partir de 2009. Dans le même temps, entre 1999 et 2010, il est détenu à 9 reprises : en 1999 à Rijeka, en 2004 à Bourgas, en 2007 à Izmit, en 2008 à Nikolayev, en 2009 à Gibraltar pendant 193 jours puis à Casablanca, et enfin en 2010, d’abord à Ashdod à deux reprises puis à Damiette.
Le 29 octobre 2010, le navire arrive à Sète, depuis l’Égypte,, avec une cargaison de 2 700 tonnes d’urée,,. Victime d’une voie d’eau et d’une panne sur l’un de ses deux moteurs, il est placé en détention par le centre de sécurité des navires et amarré au quai Paul Riquet. De plus, l’équipage, composé de 12 personnes (le commandant ukrainien et 11 marins ghanéens, égyptiens et ukrainiens), n’est plus rémunéré par l’armateur depuis environ 3 mois. L’armateur panaméen abandonne le navire et ses hommes, qui restent à bord pendant quatre mois,.  Ils sont aidés par des associations, dont le Sea Men’s Club où ils sont accueillis quotidiennement, puis sont rapatriés par l'office français de l'immigration et de l'intégration.
Quant au navire, il est mis en vente. En 2013, une première mise aux enchères l’estime à 195 000 euros,,, mais il ne trouve pas d’acquéreur.
En août 2016, déstabilisé par des eaux de pluie qui remplissent ses cales, le Rio Tagus se met à giter sur le côté gauche. Renfloué, il est à nouveau proposé aux enchères au tribunal de Montpellier. Le 3 octobre 2016, le ferrailleur Varadero, basé à Barcelone, le rachète pour 11 000 euros,. Au début du mois de décembre 2016, il est dépollué par une entreprise spécialisée, commanditée par le nouveau propriétaire Varadero. S'effectue alors un pompage d'environ 20 m3 d'hydrocarbures et l’évacuation des nombreux produits polluants, incluant pots de peintures, extincteurs et bouteilles de gaz. L'opération de dépollution a duré cinq jours.
En avril 2018, le départ du cargo pour sa démolition est annulé en dernière minute et le navire a ensuite interdiction de quitter le port,.
Le 5 novembre 2019, l'autorisation de commencer les opérations de démolition est refusée pas le Tribunal Administratif au Port de Sète (EPR Port Sud de France),.
Début 2021, la région Occitanie, propriétaire du Port de commerce de Sète, lance un appel d'offres pour la déconstruction sur place du navire grâce à un équipement de type barge ou dock flottant permettant la déconstruction à sec.
Le départ du navire en direction de Brest où le Rio Tagus doit être finalement déconstruit est planifié pour le 22 juin 2021 mais l'opération échoue à cause d'une pollution des eaux du canal due à la fuite (ou au déversement) d'eaux de ballast souillées, encore présentes en grande quantité dans la coque. Le Rio Tagus devait être convoyé par le navire navire semi-submersible Yacht Express (de) de l'armateur Dockwise, mais ce dernier a dû repartir à vide à cause de cette pollution pour ne pas accumuler des pénalités de retards sur ses prochaines missions, et l'opération est stoppée et reportée à la mi-2022,,,,.
Après de longs préparatifs, le Rio Tagus est déplacé du Quai Paul Riquet en toute discrétion à l'aube du samedi 25 juin 2022, vers 6h30 du matin, remorqué par les remorqueurs TSM Houat et TSM Molene en direction du quai H du port de commerce où l'attendait à nouveau le Yacht Express (de). Le quai H se situant dans une partie du port de commerce non accessible au public, la suite des opérations de chargement est réalisée durant le samedi 25 à l'abri des regards. Carole Delga communique le jour-même sur l'opération sur Twitter, se félicitant que l'opération se soit bien déroulée, et que le bateau puisse enfin quitter Sète, et la presse annonce un départ du Yacht Express dans la soirée,. Le Yacht Express quitte finalement Sète pour Brest le dimanche 26 juin 2022 vers 10h du matin après une opération orchestrée dans le secret pour éviter la présence de curieux et d'activistes, et par crainte d'éventuelles manifestations. La déconstruction du Rio Tagus est prévue à son arrivée dans la forme de radoub de l’entreprise Navaleo. L'association Robin des Bois a milité pour sa déconstruction sur place, notamment à cause de la colonie de moules établie sur la coque du navire depuis 12 ans et qui risque de devenir une espèce invasive à Brest,.
Le Rio Tagus arrive sans encombre à Brest le vendredi 1er juillet 2022 où il est remorqué dès le lendemain vers la Forme n°1 pour être déconstruit par Navaleo, filiale des Recycleurs bretons,. Le 23 août, l'entreprise annonce avoir terminé la déconstruction du Rio Tagus, démantelé "en un temps record" par une quinzaine d'employés. Dans les faits, le dernier bout de coque des 750 tonnes d'acier du navire quitte la Forme n°1 18 jours plus tôt en direction de la fonderie le 5 août 2022,.

## Galerie

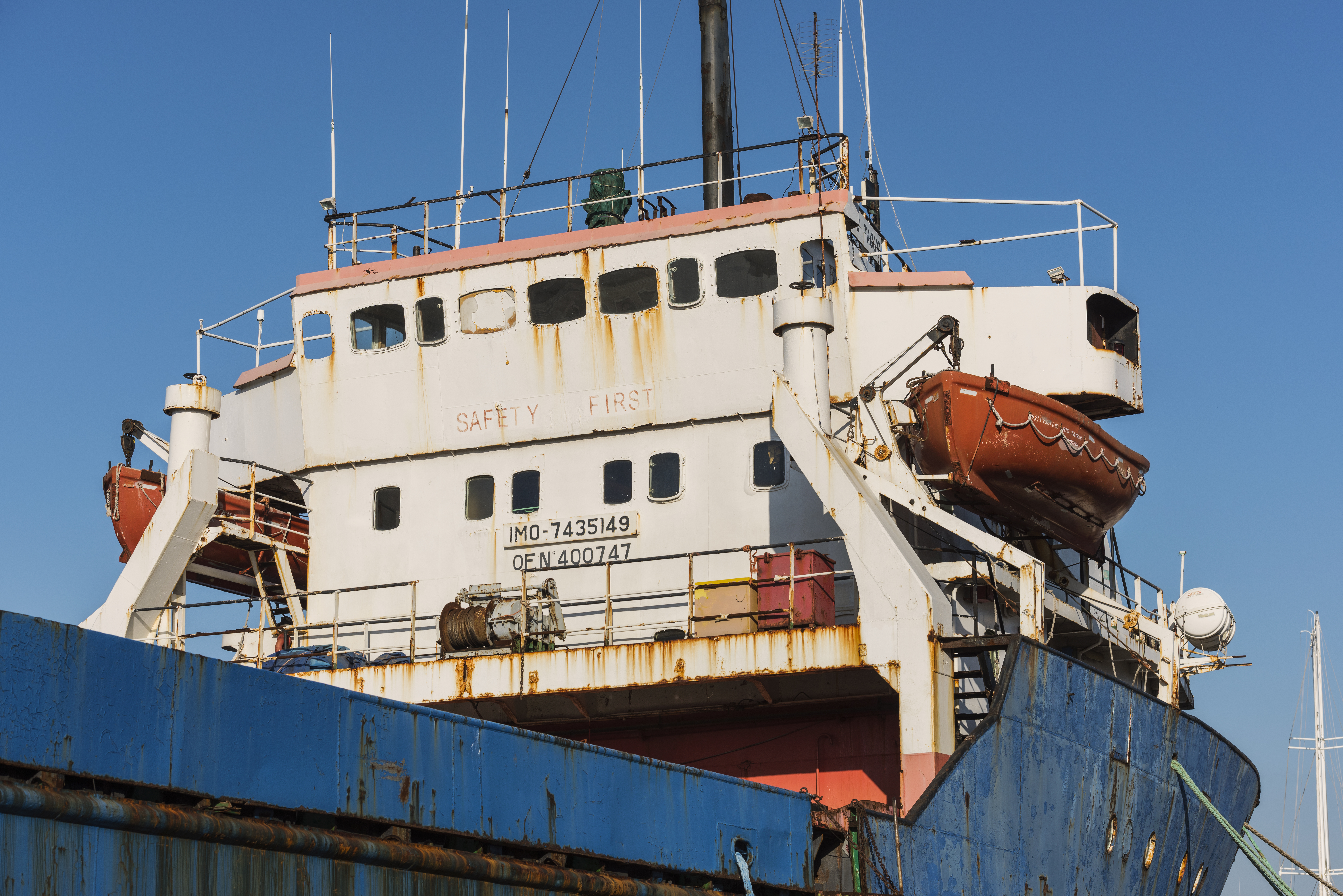
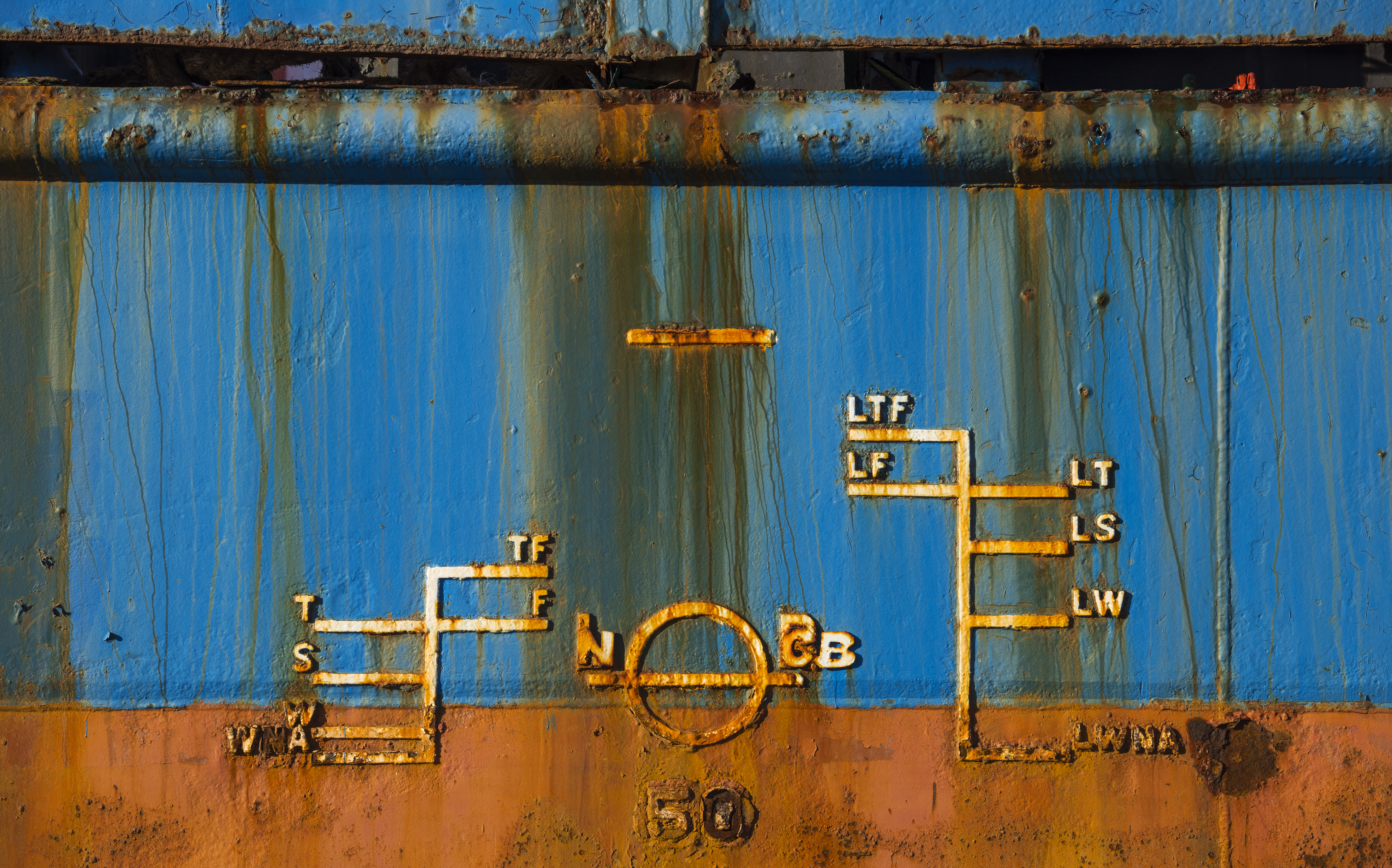
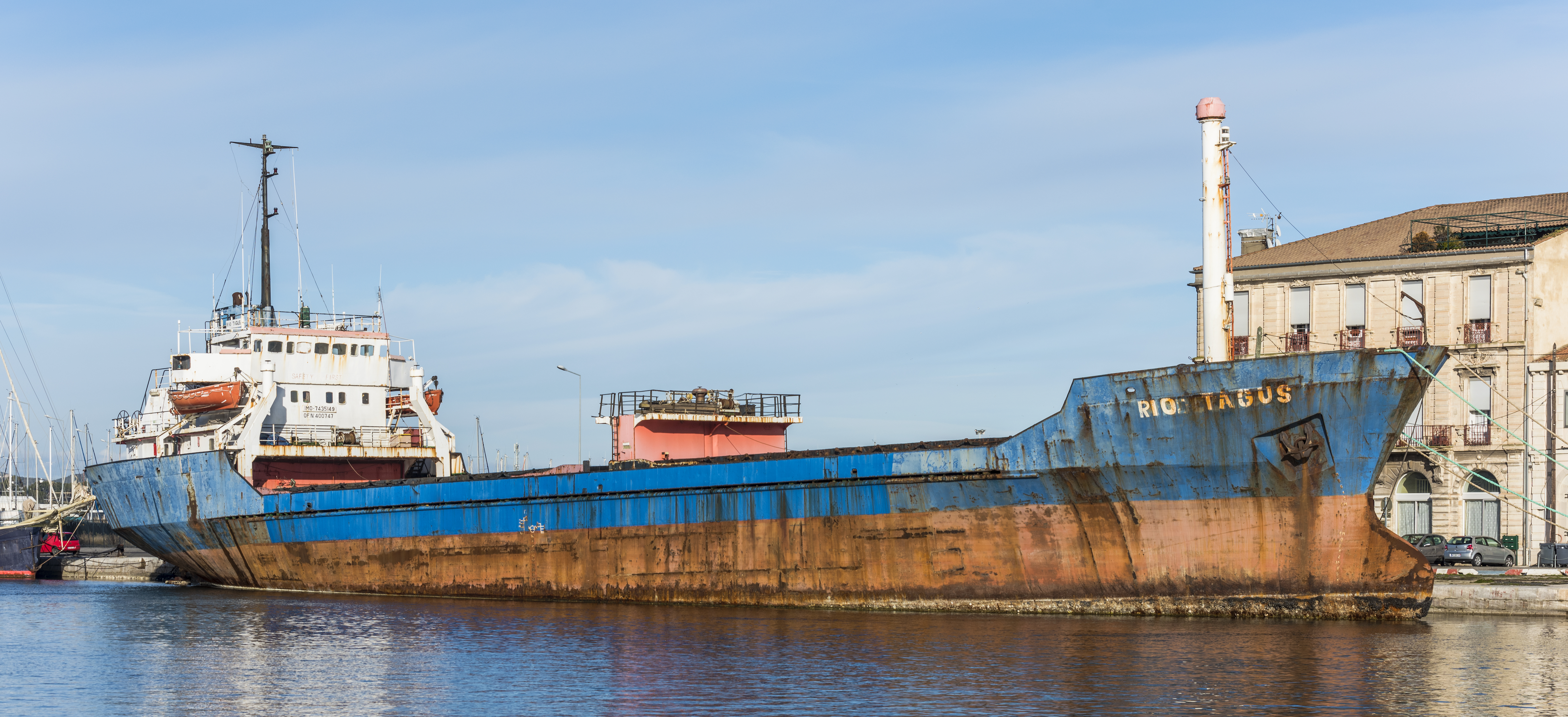
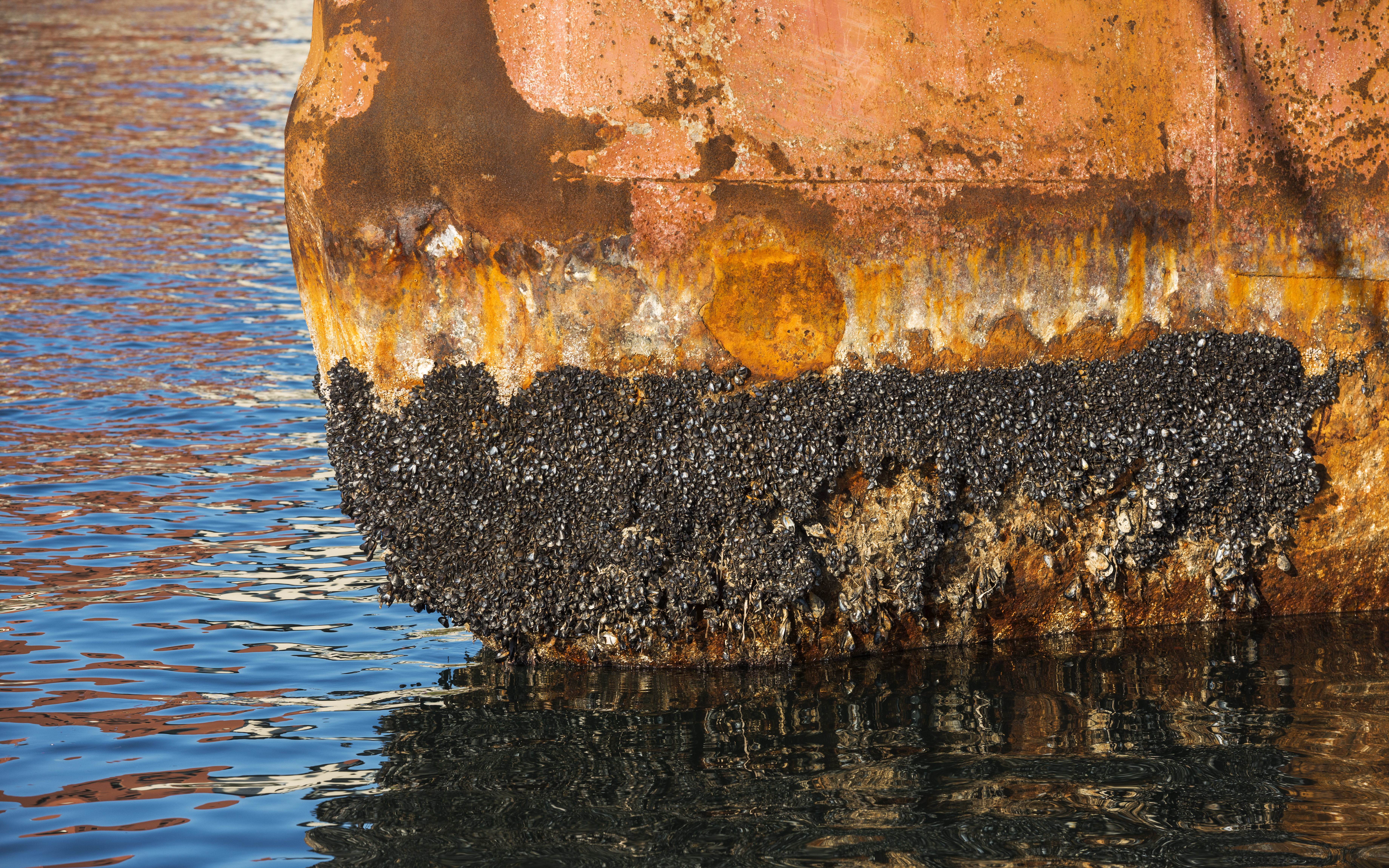